# Tomacco

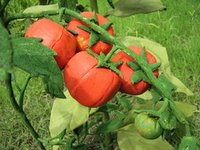
Tomacco

El tomacco (Nicotiana × lycopersicum) es un híbrido vegetal cuyo nombre originalmente proviene de un vegetal ficticio creado en uno de los episodios de la serie de dibujos animados Los Simpson, donde, al igual que el real, era un híbrido entre el tomate y el tabaco.

## Tomacco real
La creación del tomacco se remonta a un artículo de 1959 de Scientific American, en el que se afirma que se puede encontrar nicotina en las plantas de tomate tras un injerto. Dicho injerto es posible porque tanto el tomate como el tabaco pertenecen a la familia de las solanáceas. Por la importancia académica e industrial de este proceso, el artículo fue reimpreso en la recopilación del Scientific American de 1968 titulada Bio-Organic Chemistry (página 170, ISBN 0-7167-0974-0).
Un fan de Los Simpson, Rob Baur de Lake Oswego (Oregón, Estados Unidos), inspirado por el episodio y tras haber leído el artículo en un libro de texto, cultivó tomacco real en 2003. Las pruebas llevadas a cabo en la planta revelaron la presencia de nicotina en las hojas.
El artista español Federico Guzmán experimentó en una finca de Sevilla el cultivo de tomacco con ayuda de un agricultor, después de enterarse de la creación de este por parte de Baur. El cultivo forma parte de una creación "bioartística" donde, según el artista, el tabaco representa el espíritu y el tomate el cuerpo. El artista exhibió la obra en la Universidad Nacional de Medellín (Colombia) como parte del Encuentro de Arte Contemporáneo de Medellín (MDE07), donde fue conservada por los estudiantes de agronomía de dicha institución; también planeó exhibir el tomacco en 2008 en México e igualmente ha manifestado su intención de producirlo y comercializarlo en un futuro.

## En Los Simpson
En la serie, el tomacco es creado accidentalmente por Homer Simpson después de mezclar semillas de tomate y tabaco por medio de radiación, en un episodio en el que la familia se muda a una granja. Sneed le vende a Homer una variedad de semillas que luego terminaría plantando y regando con químicos. Según Bart Simpson, es una planta "con un sabor ligero y suave... y refrescantemente adictivo" , pero su sabor es horrible. A causa de la necesidad de sacar al mercado un nuevo producto, la compañía tabaquera Laramie intenta comprar la cosecha, pero esta es destruida antes por una enfurecida horda de animales adictos a la nicotina.